# Ellen Willis

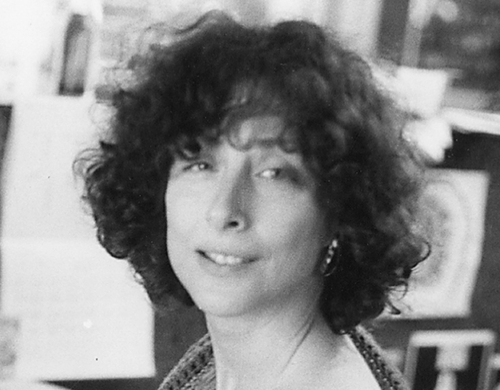
Ellen Willis

Ellen Jane Willis (14 december 1941 - 9 november 2006) was een Amerikaans links georiënteerd journalist, activist, feminist en muziekcriticus.

## Biografie
Willis werd geboren in Manhattan en groeide op in de stadsdelen The Bronx en Queens. Haar vader was in dienst bij de politie. Willis genoot onderwijs aan onder meer het Barnard College en Universiteit van Californië - Berkeley, maar studeerde niet af. Vanaf eind jaren zestig was ze bij The New Yorker in dienst, als eerste popcriticus van die krant. Later schreef ze voor onder meer Village Voice, Rolling Stone en Slate. Voor het intellectueel-linkse blad Dissent schreef ze artikelen en zat ze in de hoofdredactie. Verder publiceerde ze een aantal verzamelingen van eerder geschreven essays. Op het moment van overlijden, in 2006, was Willis hoogleraar journalistiek aan de New York-universiteit. Gedurende haar carrière woonde ze in Queens, met haar man en dochter.

## Schrijven en activisme
Als journalist en activist stond Willis bekend om haar betrokkenheid bij het feminisme. Ze was lid van de radicale organisatie New York Radical Women en stichtte in 1969 samen met Shulamith Firestone de radicaalfeministische groep Redstockings.
Vanaf 1979 schreef ze een aantal essays over seksualiteit, die tot de eerste uitingen behoren binnen de zogenaamde 'feminist sex wars', een serie hoogoplopende conflicten binnen het feminisme in de VS. Ze stelde zich te weer tegen wat later het anti-pornografie feminisme zou gaan heten, waarvan ze de ideologie beoordeelde als seksueel conservatief of zelfs preuts. Tevens vond ze dat die feministen een autoritaire moraal voorstonden en doelen nastreefden die in strijd waren met vrije meningsuiting. In 1981 schreef ze het essay Lust Horizons: Is the Women's Movement Pro-Sex is de bron van de term pro seks feminisme, dat het label van het andere kamp in deze uiteenzetting zou worden.
Willis was actief in de abortusstrijd in de VS en dan met name de pro-choice-beweging. Ze omschreef zichzelf als een democratisch socialist en ze was zeer kritisch over wat ze zag als autoritarisme en conservatisme binnen zowel links als rechts.
In verscheidene interviews en essays na de aanslagen op 11 september 2001 toonde ze zich voorstander van een humanitaire interventie en tegenstander van de Irakoorlog, hoewel ze ook kritiek leverde op de vredesbeweging.

### Popcriticus
Willis was de eerste popcriticus van The New Yorker, van 1968 tot 1975, en een van de eersten in dat vak in de VS. Daarnaast deed ze vergelijkbaar werk voor de The Village Voice en Rolling Stone en schreef ze enkele essays over popmuziek.